# وانگشی، هوبئی
وانگشی، هوبئی (به لاتین: Wangshi) یک شهرک در جمهوری خلق چین است که در شهرستان جیانلی واقع شده‌است. وانگشی ۲۷ متر بالاتر از سطح دریا واقع شده‌است.